# カステル・ベランジェ

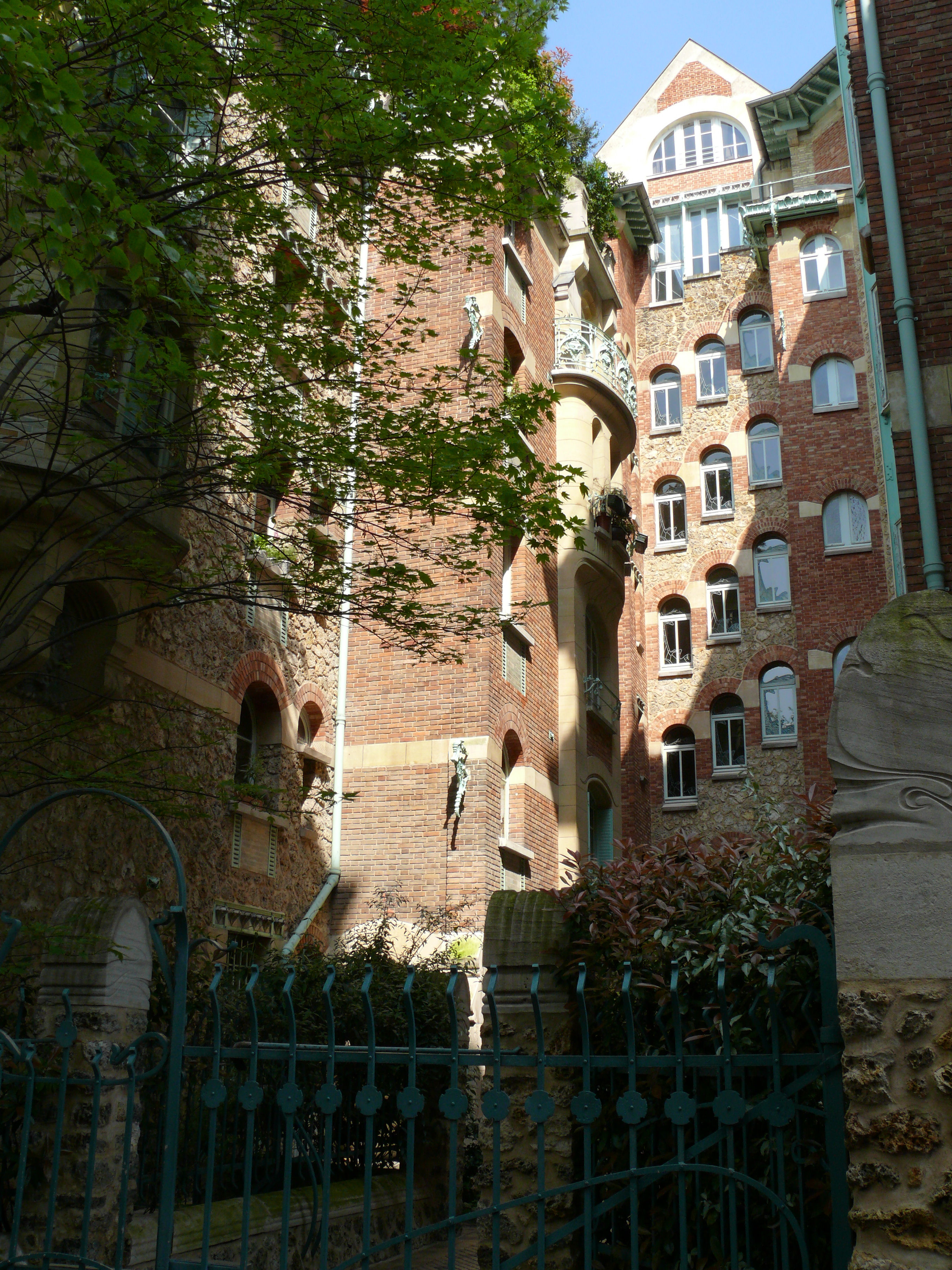

カステル・ベランジェ(Castel Béranger)は、パリの西部、セーヌ川を挟んだ16区のラ・フォンテーヌ通りにあるアール・ヌーヴォー建築である（1895-1898年）。
エクトール・ギマールが28歳の時に6階建て36戸のアパルトマンとして設計した。ギマールは隣国ベルギーブリュッセルにあるヴィクトール・オルタのタッセル邸（1893年）に感銘を受け、帰国後に設計変更を加えて完成させた。これはパリで最初のアール・ヌーヴォー建築となった。
この建築物は、36戸すべてのプランが異なり、その部屋割りを反映して外観には砂岩、煉瓦、タイル、鉄と、さまざまな素材を寄せ集めた形となった。さらに、ベランダや換気口などには奇怪な生物のような鋳鉄細工まで付けられた。このような統一感のない外観や薄気味悪い内装パネルなどから、アパートの名をもじって「迷惑をかける (déranger)」おかしな館と世間からは当初冷たい批判を浴びた。

## ギャラリー

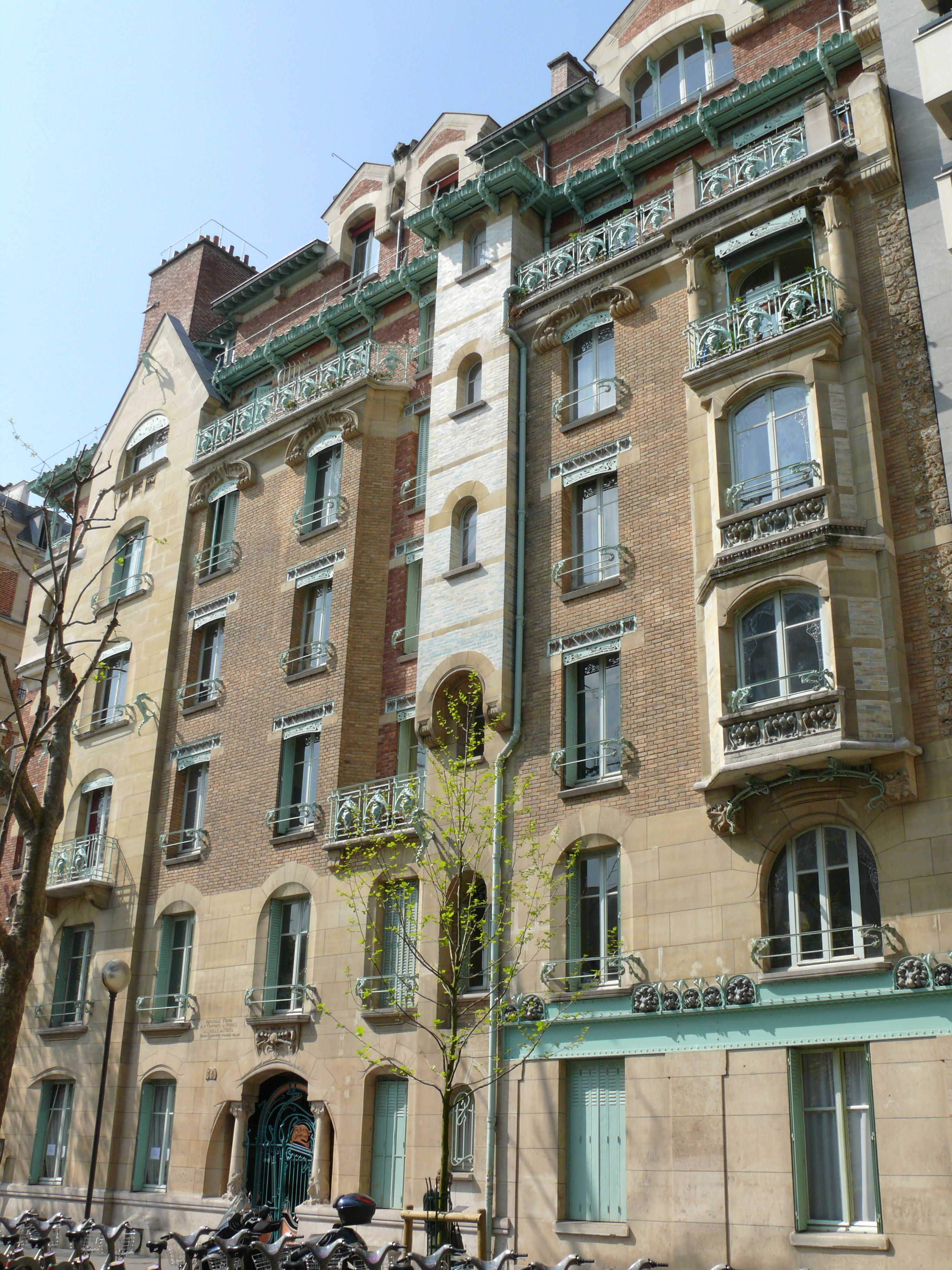
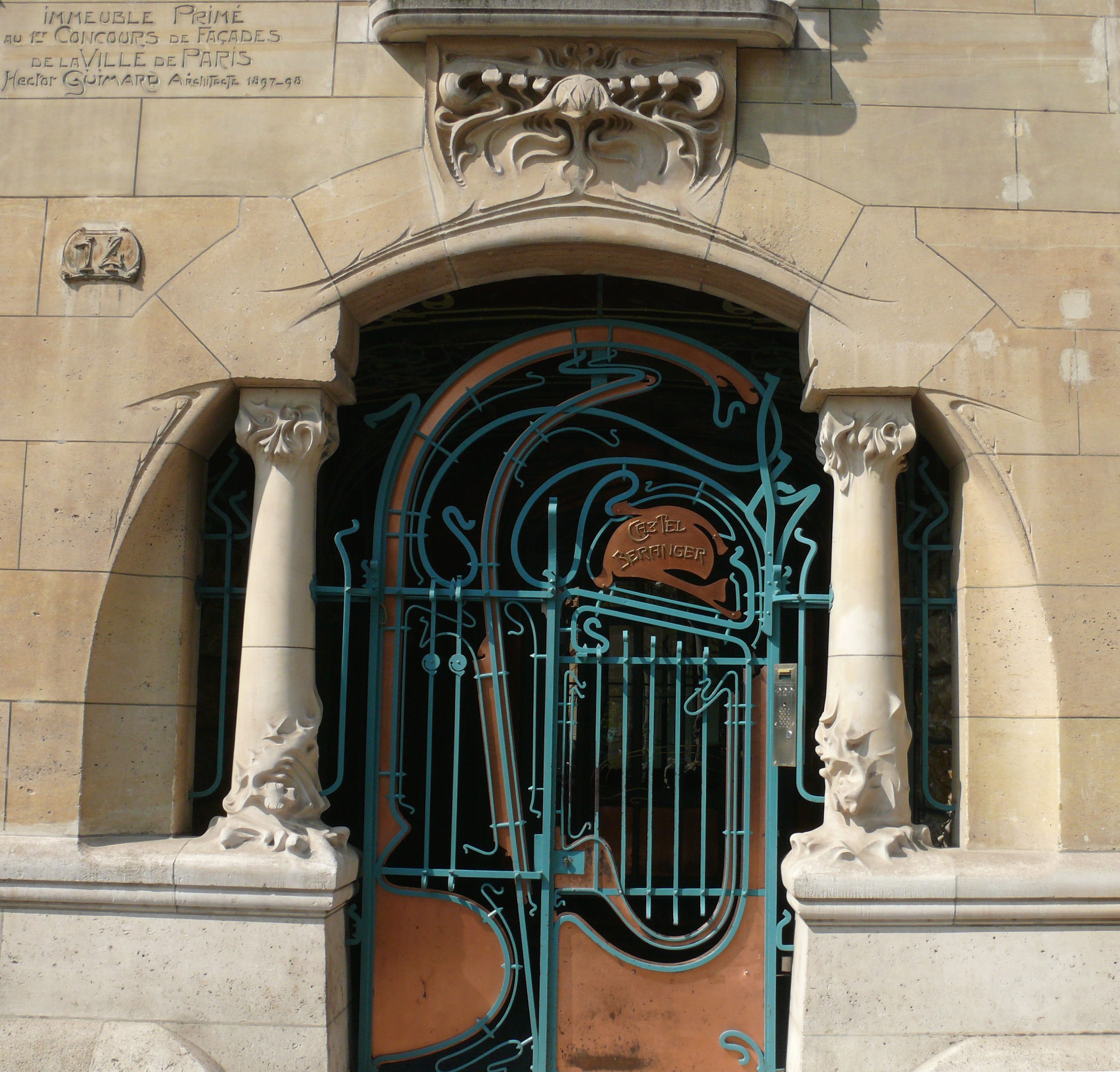
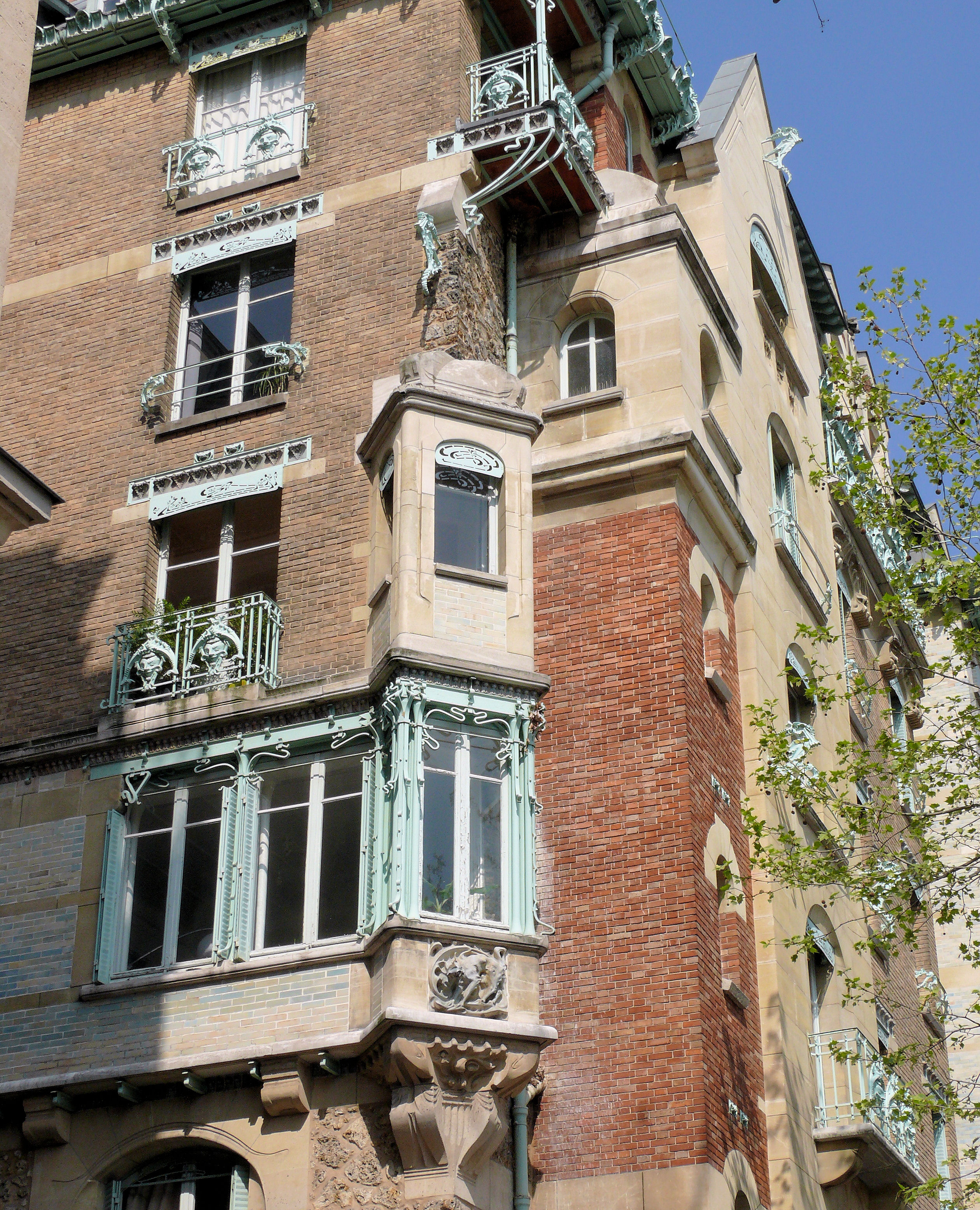
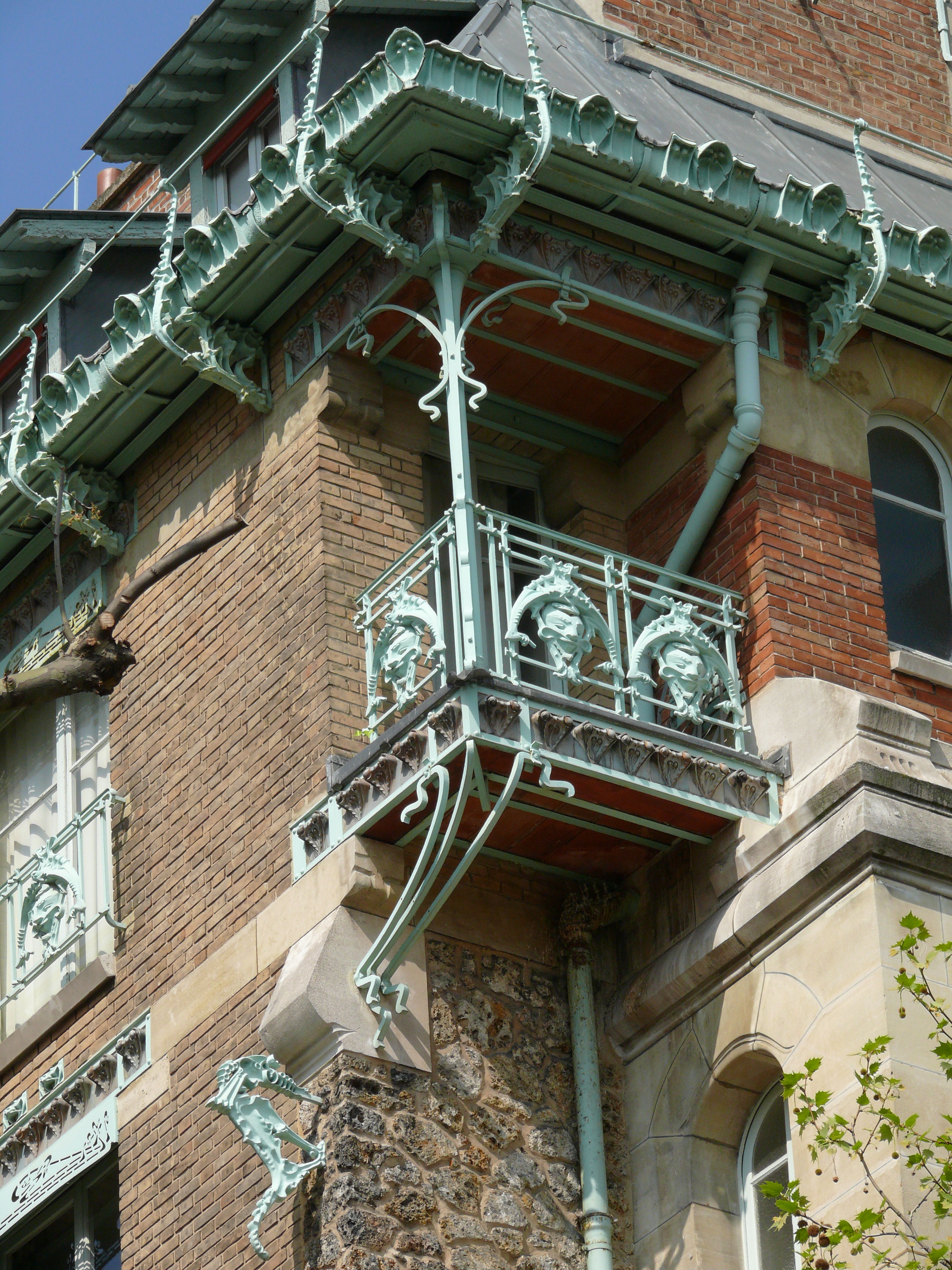
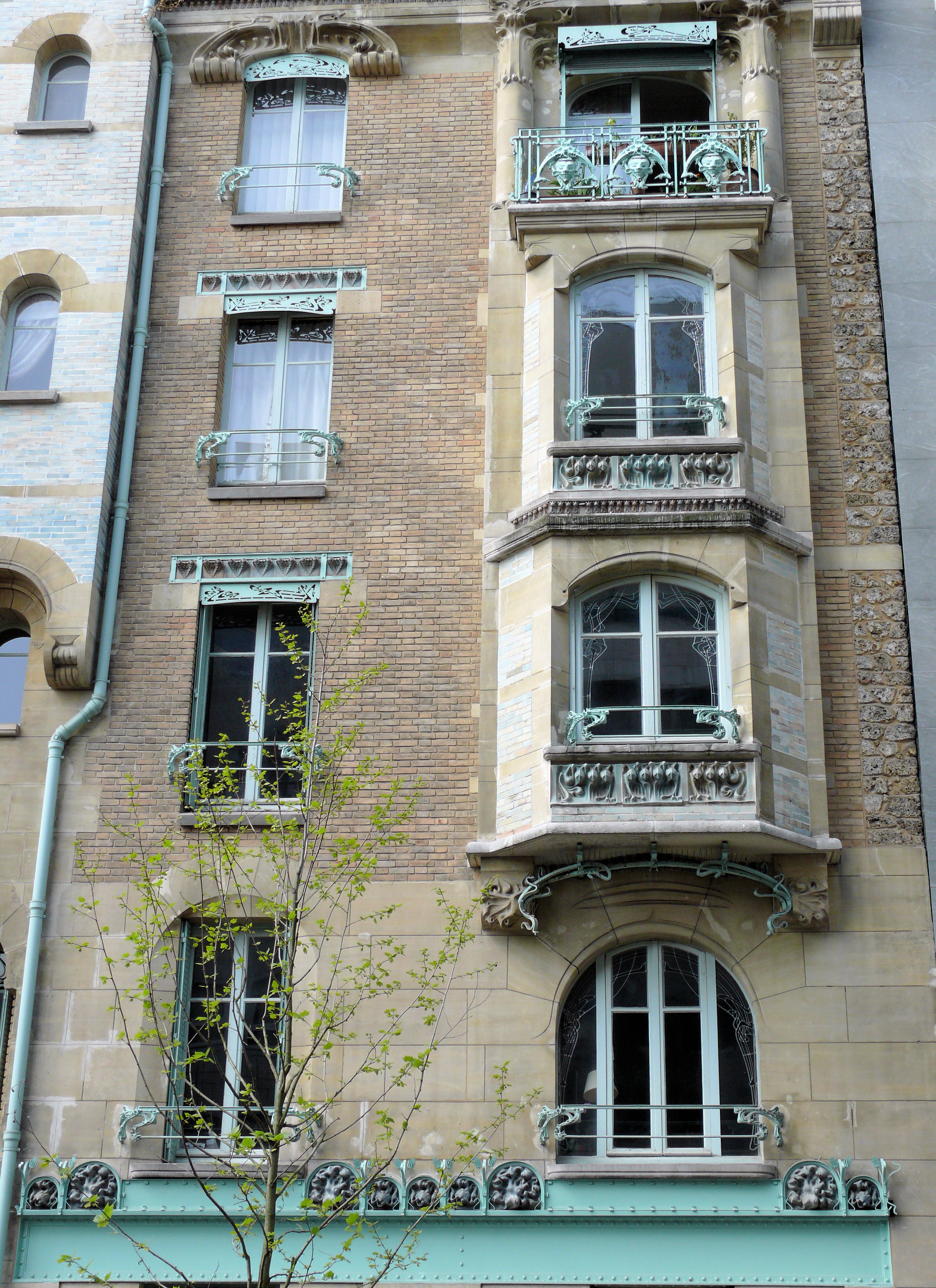
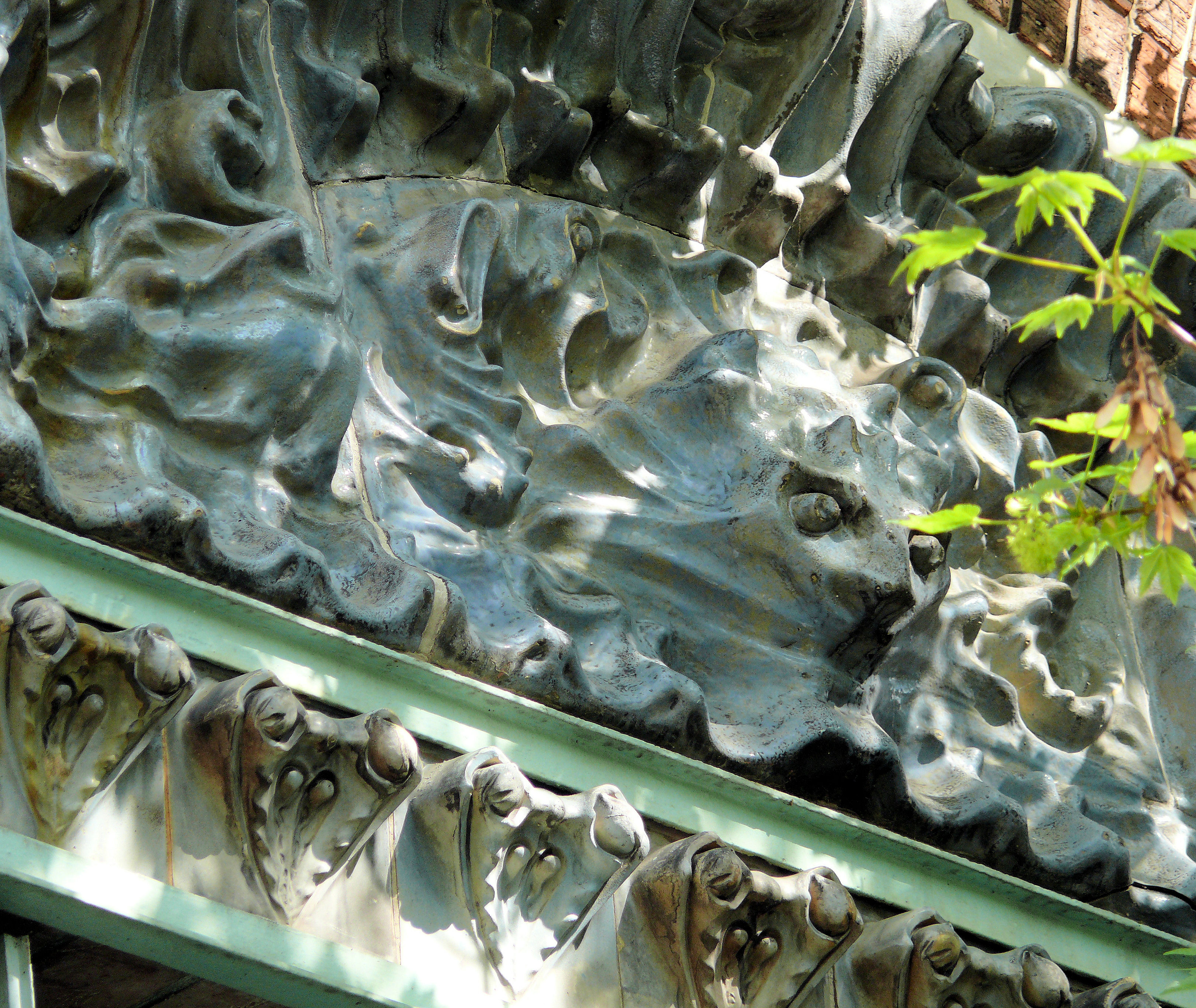
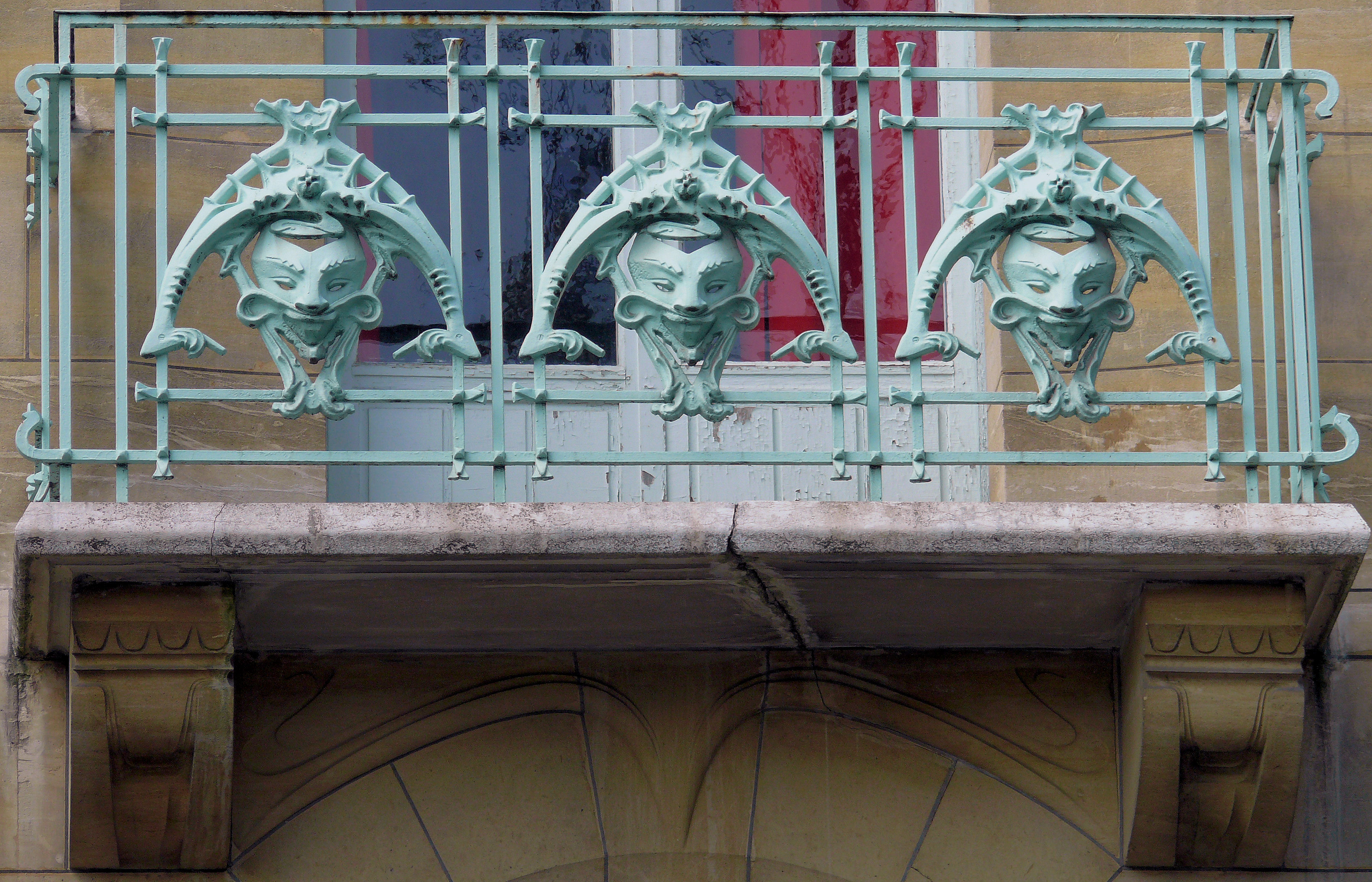

座標: 北緯48度51分8.59秒 東経2度16分28.62秒 / 北緯48.8523861度 東経2.2746167度